# جزيرة كواجالين

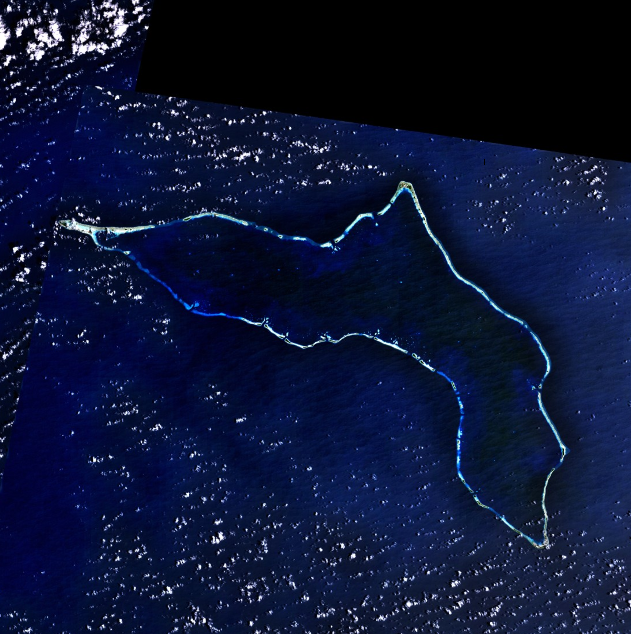

كواجالين جزيرة مرجانية هي جزء من جزر مارشال وتقع في وسط المحيط الهادئ . تتكون الجزيرة المرجانية التي تبلغ مساحتها 16.4  كم مربع من 97 جزيرة تحيط بأحد أكبر البحيرات الشاطئية في العالم (2174 كم مربع) وأقل من عشر جزر. وتحتل قاعدة عسكرية أمريكية سابقة جزءًا من الجزيرة المرجانية ، حيث تم إطلاق عدة الصواريخ
يتألف معظم سكانها البالغ عددهم 10 آلاف نسمة ، الذين يعيشون بشكل رئيسي في إيبي ، أكبر مدينة ثانية في البلاد في جنوب شرق الجزيرة المرجانية ، من المدنيين والجنود الأمريكيين العاملين في القاعدة. تقع الجزيرة المرجانية في سلسلة راليك.
وقد احتلت الجزر المرجانية من قبل القوات الأمريكية بشكل مستمر منذ عام 1944. على عكس الجزر المجاورة بيكيني و رونجيلاب ، وكان يستخدم أبدا لتجارب النووية التي وقعت في الأرخبيل خلال 1950 و 1960 . من ناحية أخرى ، كانت الجزيرة المرجانية بمثابة قاعدة لوجستية لحملة التجارب النووية المسماة عملية مفترق الطرق لعام 1946
في الولايات المتحدة تستأجر 11 من 97 الجزر. يرتبط نشاط القاعدة الأمريكية جزئيًا بدمجها في موقع اختبار رونالد ريغان الباليستي . تعد الجزيرة المرجانية أيضًا موطنًا لإحدى المحطات الأرضية الخمس التي تتحكم في شبكة أقمار نظام التموضع العالمي الصناعية.
جذبت البنية التحتية الحالية شركة سبيس إكس ، التي نفذت عمليات إطلاق تجارية لصاروخها فالكون 1 من جزيرة أومليك. تم إطلاق خمس طلقات.